# Other People's Money (TV-serie)
Other People's Money (tyska: Die Affäre Cum-Ex) är en dansk-tysk kriminaldramaserie som hade premiär på Filmfestivalen i Berlin den 20 februari 2025. Serien består av åtta avsnitt och är skapad av Jan Schomburg.

## Handling
Serien utspelar sig i Tyskland och Danmark och handlar om skattejuristen Dr. Bernd Hausner och hans kollega Sven Lebert som utvecklat en avancerad metod att få tillbaka skatt som aldrig betalats in, flera gånger om. I Köpenhamn upptäcker Inger Brøgger stora och oförklarliga utbetalningar av återbetald källskatt. Hon och kollegan Niels Jensen börjar ana oråd.

## Rollista (i urval)
- Justus von Dohnányi - Bernd Hausner
- Nils Strunk - Sven Lebert
- Lisa Wagner - Lena Birkwald
- Karen-Lise Mynster - Inger Brøgger
- David Dencik - Niels Jensen
- Dia Jovanovic - Olga Garovic
- Lars Brygmann - Per Juhl
- Waj Ali - Syed Akram
- Bjarne Henriksen - Mikkel Sandvik
- Helle Fagralid - Caroline Ivarsson